# História do turfe em São Paulo
O primeiro hipódromo da cidade de São Paulo foi aberto ao público em 14 de março de 1875, era o Prado da Mooca (Hippódromo Paulistano). Situava-se na Mooca), na Rua  Bresser, cujo nome ainda se mantém. Um ramal ferroviário , que teria sido construído na mesma época, saía próximo à estação da Hospedaria dos Imigrantes, na linha da SPR, e seguia pela Rua dos Trilhos, que ganhou o nome por causa do ramal e também mantém o nome até hoje, até, depois de cerca de um quilômetro, terminar numa estação, a do Hipódromo, que era uma plataforma não coberta, comprida o suficiente para receber dois trens de uma vez nos dias de corrida. Em 1895, o mapa da cidade já mostrava os trilhos do ramal. Havia trens diários. A entidade turfística que organizava as corridas chamava-se Clube de Corridas Paulistano, a qual , mais tarde se denominaria Jockey Club de São Paulo.  A partir de 1890, o turfe em São Paulo começou a difundir-se por meio de adesões de pessoas importantes da cidade e aceleração do comércio dos cavalos de corrida. A necessidade de progredir levou à transferência, em 1941, para um local mais adequado.  A área com 640 mil metros quadrados escolhida ficava em Cidade Jardim. No dia 25 de janeiro de 1941, aniversário da cidade, foi inaugurado o majestoso Hipódromo Paulistano, mai conhecido como Hipódromo de Cidade Jardim. Desde então as corridas de cavalo passaram a ocorrer em outra área da cidade.

## A primeira corrida
A primeira reunião do Clube de corridas no Hipodromo Paulistano (Mooca) se deu em 29 de outubro de 1926 e tinha cinco páreos . A 1 hora da tarde desenrolou-se o primeiro páreo reunindo dois animais : 
- 1-Macaco com 8 anos ,  preto , natural do Rio grande Do Sul, montado por joquei de nome Pedro, blusa encarnada, de propriedade do sr. João Tobias.
- 2-Republicano, com 7 anos,  pangaré malacara, natural do Paraná , montado pelo jóquei Rufino, blusa azul e branca, de propriedade do sr. Bazilico de A. e Castro.

Embora Republicano fosse o favorido , o páreo foi vencido por Macaco.